# Teodor Benirski
Teodor Benirski vel Benirschke (ur. 22 października 1900 w Knihininie Górce, zm. w grudniu 1978) – major saperów Wojska Polskiego, kawaler Orderu Virtuti Militari, inżynier mechanik i przedsiębiorca.

## Życiorys
Urodził się 22 października 1900 we wsi Knihinin Górka, w ówczesnym powiecie stanisławowskim Królestwa Galicji i Lodomerii, w rodzinie Alojzego i Gertrudy z Windischów. W latach 1908–1911 uczęszczał do Powszechnej Szkoły Ćwiczeń przy Męskim Seminarium Nauczycielskim w Stanisławowie, a następnie do tamtejszej c. k. Wyższej Szkoły Realnej. W roku szkolnym 1915/1916 ukończył naukę w klasie V, a z uwagi na sytuację wojenną zmuszony był kontynuować naukę w Krośnie. 5 marca 1918 ukończył naukę w klasie VII i zdał maturę c. k. Szkole Realnej w Krośnie. W 1917 był członkiem Hufca Harcerskiego i Polskiej Organizacji Wojskowej w Krośnie. Wiosną 1918 został wcielony do armii austro-węgierskiej, w której ukończył szkołę oficerów rezerwy.
1 listopada 1918 jako ochotnik wstąpił do Wojska Polskiego. W szeregach III batalionu 35 pułku piechoty walczył na wojnie z Ukraińcami, a następnie wojnie z bolszewikami. Wyróżnił się 4 marca 1920 w wypadzie na Kalinkowicze jako adiutant III batalionu. 17 sierpnia 1921 został zdemobilizowany i przydzielony w rezerwie do macierzystego pułku. 8 stycznia 1924 został zatwierdzony w stopniu porucznika ze starszeństwem z 1 czerwca 1919 i 5704. lokatą w korpusie oficerów rezerwy piechoty. Posiadał wówczas przydział w rezerwie do 83 pułku piechoty w Kobryniu.
W 1921, po zwolnieniu z wojska, rozpoczął studia na Wydziale Mechanicznym Politechniki Lwowskiej. 27 stycznia 1925 zdał pierwszy egzamin państwowy „z postępem bardzo dobrym”. Od 1 grudnia 1923, zmuszony sytuacją materialną, łączył obowiązki studenta z pracą zarobkową w Państwowej Szkole Technicznej we Lwowie, w charakterze asystenta. Od 1 grudnia 1926 do 15 lutego 1928 pracował w Galicyjskim Karpackim Naftowym Towarzystwie Akcyjnym. 1 listopada 1928 objął posadę asystenta w katedrze mechaniki technicznej macierzystego wydziału politechniki. 10 czerwca 1929 uzyskał dyplom inżyniera mechanika. W czasie studiów został członkiem Akademickiego Związku Młodzieży Postępowej, a później Związku Strzeleckiego i Związku Oficerów Rezerwy. 1 września 1929 rozpoczął pracę wykładowcy w Państwowej Szkole Włókienniczej w Łodzi. 1 listopada 1930 został zatrudniony w Fabryce Wyrobów Tytoniowych Polskiego Monopolu Tytoniowego w Grodnie, w charakterze inżyniera fabrycznego. W 1934 został przeniesiony na takie samo stanowisko do Fabryki Wyrobów Tytoniowych PMT w Poznaniu.
Po otrzymaniu dyplomu inżyniera został przeniesiony do korpusu oficerów rezerwy inżynierii i saperów, i przydzielony w rezerwie do batalionu elektrotechnicznego w Nowym Dworze Mazowieckim. Na stopień kapitana rezerwy został mianowany ze starszeństwem z 19 marca 1939 i 21. lokatą w korpusie oficerów saperów.
W czasie II wojny światowej służył w Polskich Siłach Zbrojnych na Zachodzie, awansując na majora. Był jednym z 76 oficerów PSZ, których 26 września 1946 Tymczasowy Rząd Jedności Narodowej pozbawił obywatelstwa polskiego.
W 1949 założył przedsiębiorstwo Luneside Engineering Company (Halton), w skrócie „LECH” z siedzibą w Halton. Firma zatrudniała 99 pracowników i kooperowała z takimi gigantami jak Rolls-Royce, Vickers, British Nuclear Fuels i British Aerospace. Firma specjalizowała się w produkcji precyzyjnych mechanizmów, które wchodziły w skład wyposażenia takich samolotów jak de Havilland Comet, English Electric Lightning, BAC TSR-2, Concorde, SEPECAT Jaguar i Panavia Tornado. Produkowała również części do reaktorów atomowych i innych urządzeń. Zanim przedsiębiorstwo stało się znaczącym dostawcą precyzyjnie obrobionych komponentów dla przemysłu lotniczego i nuklearnego, zajmowało się między innymi produkcją mechanicznych słoni, które służyły jako atrakcje turystyczne, przejażdżki dla dzieci z nadmorskich miejscowości na terenie całego kraju (poza sezonem słonie wracały do Halton w celu konserwacji i przechowywania).
Zmarł w grudniu 1978 na zawał mięśnia sercowego.
2 sierpnia 1927 ożenił się ze Stefanią Czerny, z którą miał dwie córki: Ewę, później Evę Hermacinski (1929–2023) i Halinę (ur. 1931). Córka Ewa, po śmierci ojca przez 20 lat prowadziła firmę „LECH”.

## Ordery i odznaczenia
- Krzyż Srebrny Orderu Wojskowego Virtuti Militari nr 4466 – 26 stycznia 1922[25][3][15]
- Krzyż Walecznych[26]
- Medal Pamiątkowy za Wojnę 1918–1921[26]
- Odznaka pamiątkowa „Orlęta”[26]
- Odznaka za Czas Pobytu na Froncie (cztery kąty)[26]